# KT (film)
Pour les articles homonymes, voir KT.
Pour plus de détails, voir Fiche technique et Distribution.
KT est un film japonais réalisé par Junji Sakamoto, sorti en 2002.

## Synopsis
Le film relate l'enlèvement de Kim Dae-jung au Japon à travers le personnage de Masuo Tomita, un espion qui y a contribué.

## Fiche technique
- Titre : KT
- Réalisation : Junji Sakamoto
- Scénario : Haruhiko Arai, d'après le roman Rachi: Shirarezaru kin daichū jiken (拉致－知られざる金大中事件?) d'Eisuke Nakazono[1]
- Photographie : Norimichi Kasamatsu
- Montage : Toshihide Fukano
- Décors : Mitsuo Harada (ja)
- Production : Yukiko Shii
- Société de production : Cine Qua Non Films, Digital Site Korea, Eisei Gekijo et Mainichi Broadcasting System
- Pays d'origine :  Japon et  Corée du Sud
- Langue originale : japonais
- Format : couleur - 1,85:1 - 35 mm
- Genre : thriller
- Durée : 138 minutes[1]
- Dates de sortie : 
  - Japon : 3 mai 2002[1]

## Distribution
- Kōichi Satō : Masuo Tomita
- Il-hwa Choi : Kim Dae-jung
- Akira Emoto : Hiroshi Uchiyama
- Kyōko Enami : la mère de Kab-Soo
- Yoshio Harada : Akikazu Kamikawa
- Teruyuki Kagawa : Haruo Satake
- Kim Kap-su : Kim Chang-won
- Kim Byeong-se : Kim Junk-won
- Akaji Maro : Susumu Kawahara
- Ken Mitsuishi : Yu Chun-seong
- Nana Nakamoto : Toshiko Takashima
- Gō Rijū : Hong Seong-jin
- Michitaka Tsutsui : Kim Kab-soo
- Eun-yong Yang : Lee Jeong-mi
- Hiroshi Ōguchi : Shoichi Tsukada

## Distinctions
Le film a été présenté en sélection officielle en compétition lors de Berlinale 2002.